# Rosa Dourada
Associação Recreativa Beneficente Cultural e Carnavalesca Rosa Dourada é uma escola de samba da cidade de Canoas, no Rio Grande do Sul. A escola foi campeã do carnaval de sua cidade em duas oportunidades, a primeira em 2013 com o enredo Rosa Dourada em busca do tesouro perdido e em 2014 se tornando bicampeã com Guiados por seres dourados do Planeta Rosa, o universo invade o Brasil para assistir a copa.

## Segmentos

### Presidentes
| Nome        | Mandato | Ref.  |
| ----------- | ------- | ----- |
| Irene Mancy | ? - ?   | [ 2 ] |

### Diretores
| Ano  | Diretor de Carnaval    | Diretor de harmonia | Mestre de bateria | Ref.  |
| ---- | ---------------------- | ------------------- | ----------------- | ----- |
| 2013 | Olivan Machado Cardoso |                     |                   | [ 2 ] |
| 2017 |                        |                     |                   |       |

## Carnavais
| Ano  | Colocação                                               | Grupo                                                   | Enredo | Carnavalesco                                            | Intérprete                                              | Ref.                                                    |
| ---- | ------------------------------------------------------- | ------------------------------------------------------- | --- | ------------------------------------------------------- | ------------------------------------------------------- | ------------------------------------------------------- |
| 2007 |                                                         | Único                                                   | Luiz Felipe Scolari, de jogador a treinador sempre erguendo taças. A Rosa Dourada em sua estréia agita e levanta a massa. |                                                         |                                                         | [ 3 ]                                                   |
| 2008 | 6º lugar                                                | Único                                                   | Jorge Ramos, uma lenda viva entre nós.                                                                                    |                                                         |                                                         | [ 4 ]                                                   |
| 2009 | Vice-campeã                                             | Único                                                   | Da Estação à Fundação, Parabéns Canoas, Rosa Dourada canta os seus 70 anos, que emoção!                                   |                                                         |                                                         | [ 5 ] [ 6 ]                                             |
| 2010 | 6º lugar                                                | Único                                                   | Homenagem ao colunista social Laney Langaro.                                                                              |                                                         |                                                         | [ 7 ] [ 8 ]                                             |
| 2011 | 3º lugar                                                | Único                                                   | Rosa dourada encanta e conta a historia do carnaval de Olinda.                                                            |                                                         | Sidiclei Mancy                                          | [ 1 ]                                                   |
| 2012 | 3º lugar                                                | Especial                                                | Sidicley Mancy - a voz, o Povo, a alma                                                                                    |                                                         |                                                         | [ 9 ] [ 10 ]                                            |
| 2013 | Campeã                                                  | Especial                                                | Rosa Dourada em busca do tesouro perdido.                                                                                 | Rogério                                                 |                                                         | [ 2 ] [ 11 ]                                            |
| 2014 | Campeã                                                  | Especial                                                | Guiados por seres dourados do Planeta Rosa, o universo invade o Brasil para assistir a copa.                              |                                                         |                                                         | [ 12 ] [ 13 ]                                           |
| 2015 | Desfile sem avaliação em um bairro da cidade de Canoas. | Desfile sem avaliação em um bairro da cidade de Canoas. | Desfile sem avaliação em um bairro da cidade de Canoas.                                                                   | Desfile sem avaliação em um bairro da cidade de Canoas. | Desfile sem avaliação em um bairro da cidade de Canoas. | Desfile sem avaliação em um bairro da cidade de Canoas. |
| 2016 | 3º lugar                                                | Especial                                                | Olorum, a Criação do Universo e a força dos Orixás                                                                        |                                                         |                                                         | [ 15 ] [ 16 ] [ 17 ]                                    |

## Títulos
- Campeã do Carnaval de Canoas: 2013,[11] 2014[13]

## Prêmios
- Estandarte de Ouro
  - 2007: Passista feminino, interprete, diretor de carnaval.[18]
  - 2009: Interprete, ala das baianas e porta-estandarte.[19]
  - 2010: Porta-estandarte.[20]
  - 2014: Mestre-sala e porta-bandeira.[21]
  - 2016: Mestre-sala e porta-bandeira.[22]